# Come sbancare il lunario
Come sbancare il lunario (titolo originale Bank Shot) è un romanzo poliziesco-umoristico del 1972 dello scrittore statunitense Donald E. Westlake, secondo della serie di romanzi con protagonista John Archibald Dortmunder, lo sfortunato "genio del crimine", affiancato da alcuni dei personaggi che erano apparsi nel precedente romanzo, Gli ineffabili cinque.

## Trama
John Dortmunder ha trovato una nuova "attività", truffare le casalinghe fingendosi venditore di enciclopedie, attività che gli consente di vivere abbastanza bene assieme alla sua nuova compagna May, una commessa di supermarket. Sul punto di essere scoperto dalla polizia, Dortmunder viene salvato da Kelp, sopraggiunto in auto, che ha un grosso affare da comunicargli: un colpo, al limite dell'incredibile, ideato da suo nipote Victor, ex agente FBI, passato adesso dall'altra parte della barricata.
Per quanto possa sembrare impossibile, il colpo prevede di rubare una intera banca, attualmente situata su una grande roulotte, una vera e propria casa mobile lunga 15 metri, di trasportarla via agganciata ad un camion per nasconderla in un luogo sicuro a Long Island, per potere alla fine con calma aprire la cassaforte ed impadronirsi del denaro.
Per riuscire in questo audace colpo serve l'abilità di guidatore di Stan Murch, accompagnato dalla madre, e soprattutto le mani di un esperto scassinatore di casseforti, Herman X, attivista politico per i diritti degli afro-americani, ma anche amante della bella vita.

## Personaggi
- John Archibald Dortmunder, il cervello della banda
- May, compagna di Dortmunder
- Kelp, braccio destro di Dortmunder
- Victor, nipote di Kelp, ex agente FBI
- Stan Murch, esperto autista
- La madre di Murch
- Herman X, attivista e scassinatore di casseforti
- Rollo, barista del bar O.J. di Amsterdam Avenue
- Capitano Deemer
- Tenente Hepplewhite

## Edizioni
- Donald E. Westlake, Come sbancare il lunario, collana Il Giallo Mondadori, n. 1258, traduzione di Laura Grimaldi, Mondadori, 1972,  p. 192.
- Donald E. Westlake, Gli ineffabili cinque, collana Omnibus Gialli, traduzione di Laura Grimaldi, Mondadori, 1986,  p. 561.